# Aeroportul Internațional New York Stewart
Aeroportul Internațional New York Stewart (IATA: SWF, ICAO: KSWF, FAA LID: SWF) este un aeroport din Comitatul Orange, New York, New York, Statele Unite ale Americii ce deservește zona Hudson Valley⁠(d). Aeroportul a fost tranzitat în 2021 de 135.144 de pasageri. A fost deschis în 1934.
Situat la o altitudine de 150 m, aeroportul dispune de 2 piste. Este operat de Port Authority of New York and New Jersey⁠(d).

## Infrastructură

### Piste
Aeroportul dispune de 2 piste. Pista 09/27 are suprafața de asfalt și dimensiunile 11.817 picioare × 150 picioare. Pista 16/34 are suprafața de asfalt și dimensiunile 6.004 picioare × 150 picioare. 